# Metropolregion Washington
Koordinaten: 38° 55′ 0″ N, 77° 15′ 0″ W
Die Metropolregion Washington (engl. Washington Metropolitan Area oder National Capital Region) ist die siebtgrößte Metropolregion der Vereinigten Staaten.
Sie umfasst neben Washington, D.C. einige Countys in den angrenzenden Staaten Virginia, Maryland und West Virginia. Zum Zeitpunkt der Volkszählung von 2020 hatte das Gebiet 6.385.162 Einwohner. Die Region wird vom Office of Management and Budget zu statistischen Zwecken als Washington–Arlington–Alexandria, DC-VA-MD-WV Metropolitan Statistical Area geführt. Diese wiederum ist Teil der Combined Statistical Area Washington–Baltimore–Northern Virginia.

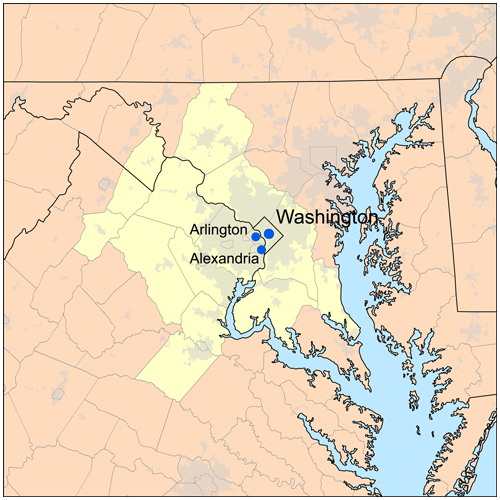
Übersichtskarte der Metropolregion Washington

## Wirtschaft
Die Wirtschaft der Region ist geprägt durch die Nähe zum politischen Zentrum der USA. Viele Unternehmen, deren Geschäft sich auf staatliche Aufträge
stützt (z. B. Rüstungsindustrie), haben hier ihren Hauptsitz. Ein weiterer Wirtschaftsfaktor ist der Dienstleistungssektor, während Produktion und Landwirtschaft eine untergeordnete Rolle spielen.
Die gesamte Metropolregion erbrachte 2016 ein Bruttoinlandsprodukt von 509,2 Milliarden US-Dollar und belegte damit Platz 5 unter den Großräumen der USA und zählt zu den größten städtischen Wirtschaftsräumen der Welt. Die Arbeitslosenquote betrug 3,2 Prozent und lag damit deutlich unter dem nationalen Durchschnitt von 3,8 Prozent (Stand: März 2018).

## Verkehr
- Washington Metro
- Washington Dulles International Airport
- Ronald Reagan Washington National Airport
- Capital Beltway